# 杜河畔隆维
杜河畔隆维（法語：Longwy-sur-le-Doubs，法語發音：[lɔ̃vi syʁ lə du]）是法国汝拉省的一个市镇，位于该省西北部，属于多勒区。

## 地理
杜河畔隆维（46°57'29"N, 5°22'21"E）面积16.46 平方千米，位于法国勃艮第-弗朗什-孔泰大區汝拉省，该省份为法国东部内陆省份，北起上索恩省，西北接科多尔省，西临索恩-卢瓦尔省，南至安省，东与杜省和瑞士接壤。
与杜河畔隆维接壤的市镇（或旧市镇、城区）包括：珀瑟、阿南-博瓦桑、绍桑、舍曼、珀蒂努瓦尔。

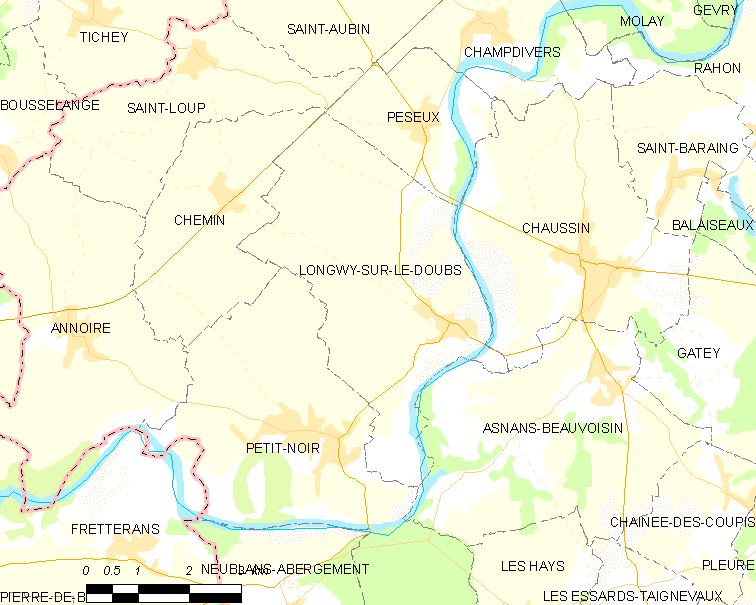
杜河畔隆维的OSM定位图

杜河畔隆维的时区为UTC+01:00、UTC+02:00（夏令时）。

## 行政
杜河畔隆维的邮政编码为39120，INSEE市镇编码为39299。

## 政治
杜河畔隆维所属的省级选区为塔沃县。

## 人口

1962-2008年间杜河畔隆维人口变化图示

杜河畔隆维于2022年1月1日时的人口数量为493人。